# Sphaeriodiscus scotocryptus
Sphaeriodiscus scotocryptus är en sjöstjärneart som beskrevs av Walter Kenrick Fisher 1913. Sphaeriodiscus scotocryptus ingår i släktet Sphaeriodiscus och familjen ledsjöstjärnor.
Artens utbredningsområde är Filippinerna. Inga underarter finns listade i Catalogue of Life.